# Tommy (court métrage)
Pour les articles homonymes, voir Tommy.
Pour plus de détails, voir Fiche technique et Distribution.
Tommy est un court métrage français réalisé par Arnold de Parscau et sorti en 2012.

## Fiche technique
- Titre : Tommy
- Réalisation : Arnold de Parscau
- Photographie : Jonathan Bertin et Antoine Bon
- Production : ESRA Bretagne
- Pays d'origine :  France
- Durée : 9 minutes
- Date de sortie : 28 janvier 2012

## Distribution
- Elia Blanc : Tommy
- Jean-Christophe Bouvet : le père
- Brigitte Aubry : la mère
- Sarah Barzyk : la sœur
- Éric Herson-Macarel (voix du psychiatre)

## Distinctions
- 2011 : Prix Cinémaniacs au Festival international de Rennes
- 2012 : Prix de la fiction au Festival du Film court d'Angoulême